# Harold Lockwood
Harold Lockwood (Newark, 12 aprile 1887 – New York, 19 ottobre 1918) è stato un attore statunitense, idolo dei matinée all'epoca del cinema muto.
Usò anche il nome di H.A. Lockwood.

## Biografia
In coppia con l'attrice May Allison, sua partner sullo schermo, diventò uno dei più popolari giovani attori della sua epoca. I due, insieme, diedero vita alla prima coppia romantica del cinema, girando oltre una ventina di film che li vedeva protagonisti e innamorati, ma solo sul lavoro. Altre sue partner furono Mary Pickford, Marguerite Clark, Kathlyn Williams.
Nella sua carriera, recitò in 131 pellicole e diresse anche un film, A Man of Honor, di cui era l'interprete principale, sostituendo il regista Fred J. Balshofer che si era ammalato. Fu l'ultimo film per Lockwood, che morì a causa della spagnola. Il film uscì, distribuito nelle sale, sei mesi dopo la morte dell'attore. 

## Morte
Lockwood morì il 19 ottobre 1918 per aver contratto l'influenza spagnola. Aveva trentun anni. Venne sepolto al Woodlawn Cemetery nel Bronx.
Suo figlio, Harold Lockwood Jr., nato nel 1908, apparve anche lui in film muti e parlati.

## Filmografia

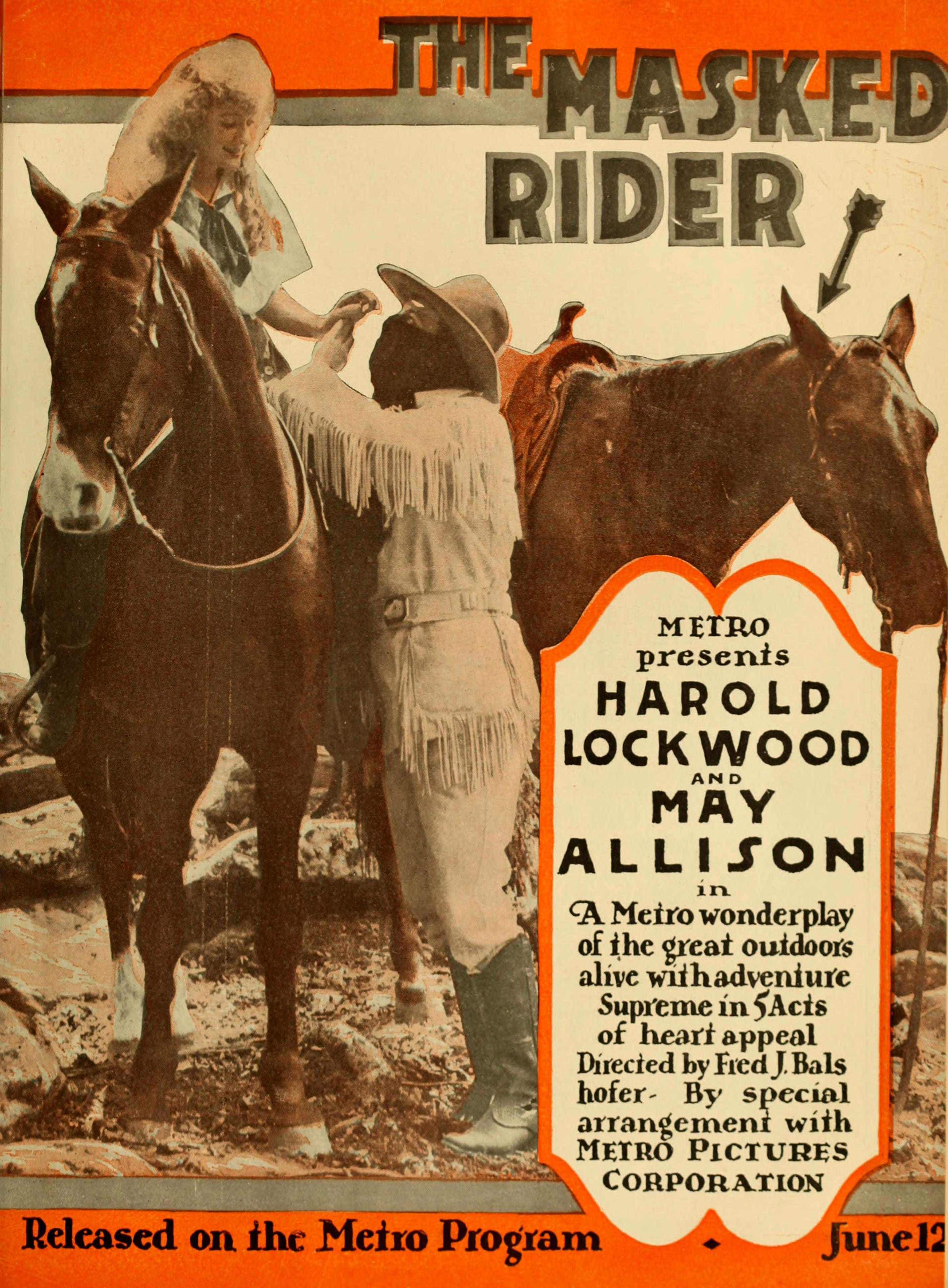
The Masked Rider (1916)

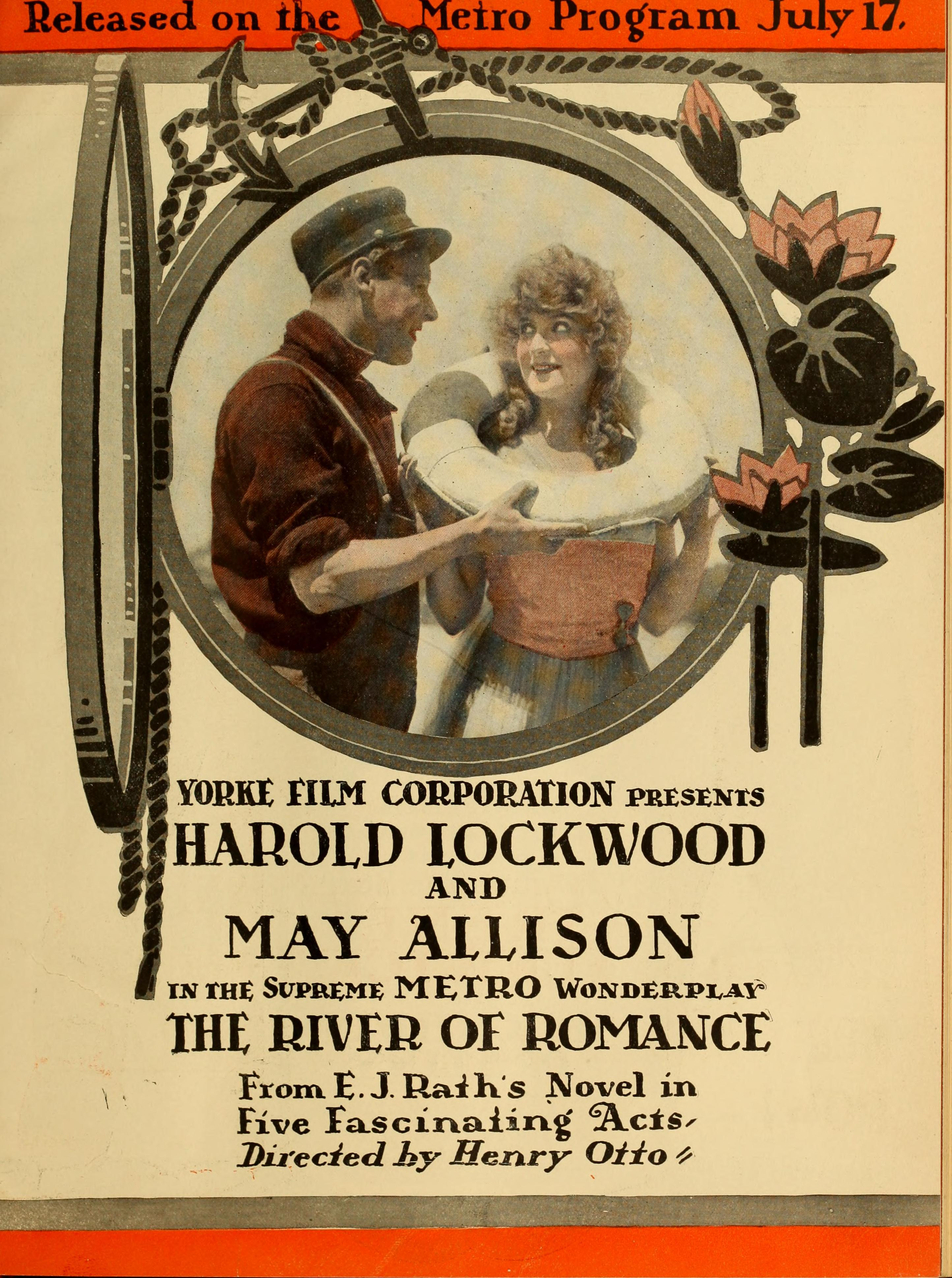
The River of Romance (1916)

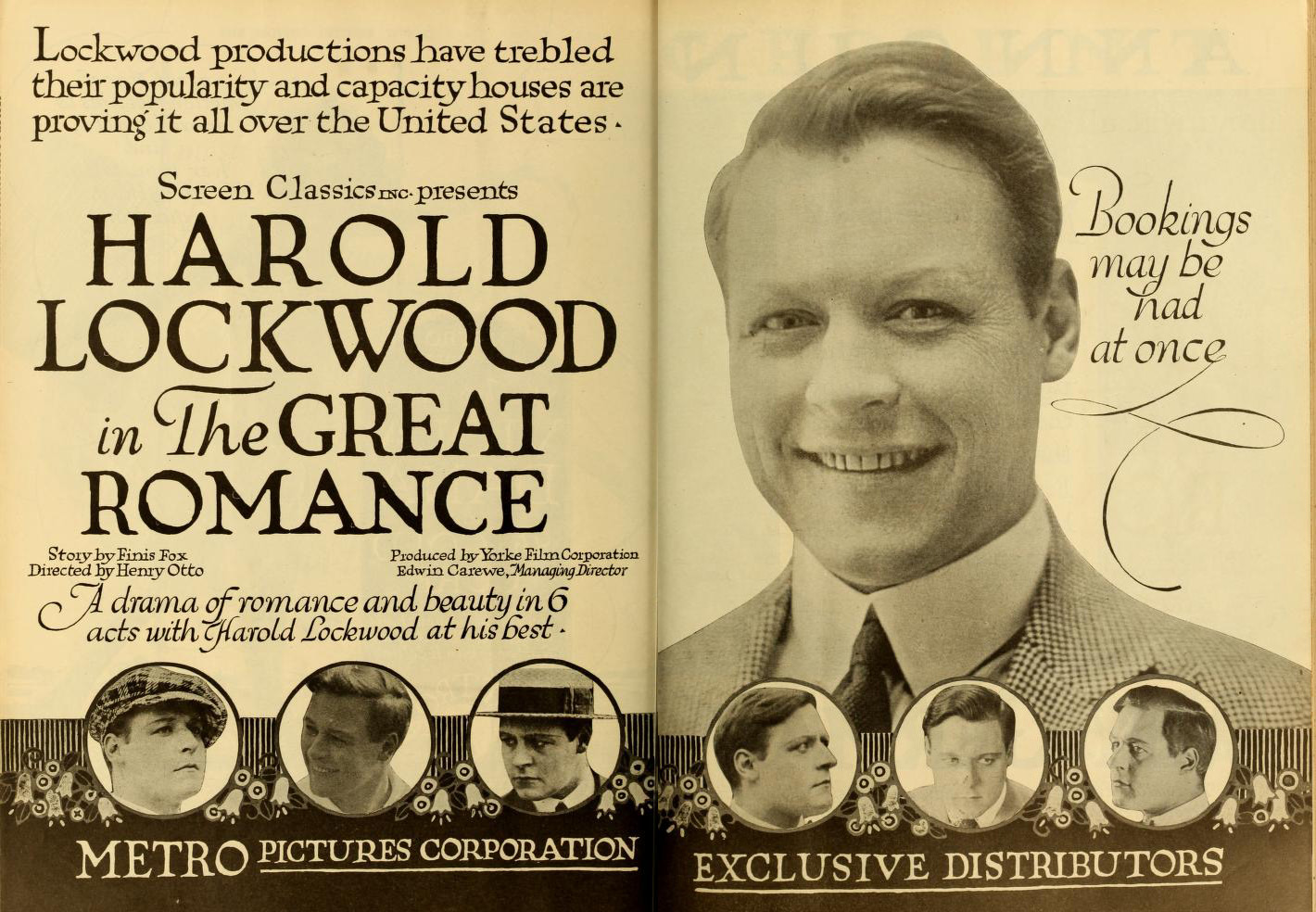
The Great Romance (1919)

La filmografia è completa. Quando manca il nome del regista, questo non viene riportato nei titoli

### Attore

#### 1911
- The White Red Man, regia di Edwin S. Porter (1911)
- A True Westerner, regia di Milton J. Fahrney (1919)
- The White Medicine Man, regia di Milton J. Fahrney (1911)
- The Law of the Range, regia di Milton J. Fahrney (1911)
- The Best Man Wins, regia di Tom Ricketts (1911)

#### 1912
- An Unlucky Present
- The Lost Address, regia di Al Christie – cortometraggio (1912)
- A Brave Little Woman, regia di Tom Ricketts – cortometraggio (1912)
- A Matinee Mix-Up, regia di Al Christie – cortometraggio (1912)
- Cupid and the Ranchman – cortometraggio (1912)
- Inbad, the Count, regia di Al Christie – cortometraggio (1912)
- His Good Intentions
- The Deserter, regia di Thomas H. Ince – cortometraggio (1912)
- The Feudal Debt, regia di Tom Ricketts – cortometraggio (1912)
- Over a Cracked Bowl, regia di Tom Ricketts – cortometraggio (1912)
- The Bachelor and the Baby, regia di Tom Ricketts – cortometraggio (1912)
- The Heart of a Tramp – cortometraggio (1912)
- The Cub Reporter's Big Scoop, regia di Tom Ricketts – cortometraggio (1912)
- The Torn Letter, regia di Tom Ricketts – cortometraggio (1912)
- A Pair of Baby Shoes, regia di Tom Ricketts – cortometraggio (1912)
- His Message, regia di Thomas H. Ince – cortometraggio (1912)
- The Other Girl, regia di Thomas H. Ince – cortometraggio (1912)
- The Reckoning, regia di Thomas H. Ince – cortometraggio (1912)
- The Bandit's Gratitude
- The Doctor's Double, regia di Fred J. Balshofer – cortometraggio (1912)
- His Better Self, regia di Fred J. Balshofer e Francis Ford – cortometraggio (1912)
- For the Honor of the Seventh, regia di Reginald Barker – cortometraggio (1912)
- The Sergeant's Boy, regia di Thomas H. Ince – cortometraggio (1912)
- The Altar of Death, regia di Thomas H. Ince e C. Gardner Sullivan – cortometraggio (1912)
- The Army Surgeon, regia di Francis Ford – cortometraggio (1912)
- The Ball Player and the Bandit, regia di Francis Ford – cortometraggio (1912)
- For the Cause, regia di Francis Ford e Thomas H. Ince – cortometraggio (1912)
- The Millionaire Vagabonds, regia di Lem B. Parker – cortometraggio (1912)
- Harbor Island, regia di Lem B. Parker – cortometraggio (1912)

#### 1913
- The Little Turncoat, regia di Francis Ford (1913)
- The Lipton Cup: Introducing Sir Thomas Lipton, regia di Lem B. Parker – cortometraggio (1913)
- A Little Child Shall Lead Them, regia di Lem B. Parker – cortometraggio (1913)
- The Governor's Daughter, regia di Lem B. Parker – cortometraggio (1913)
- The Spanish Parrot Girl, regia di Lem B. Parker – cortometraggio (1913)
- Her Only Son, regia di Lem B. Parker – cortometraggio (1913)
- Two Men and a Woman, regia Lem B. Parker – cortometraggio (1913)
- Diverging Paths, regia di Lem B. Parker – cortometraggio (1913)
- Love Before Ten, regia di Lem B. Parker – cortometraggio (1913)
- Margarita and the Mission Funds, regia di Lem B. Parker – cortometraggio (1913)
- The Hoyden's Awakening, regia di Lem B. Parker – cortometraggio (1913)
- With Love's Eyes, regia di Lem B. Parker – cortometraggio (1913)
- The Tie of the Blood, regia di Lem B. Parker – cortometraggio (1913)
- The Burglar Who Robbed Death, regia di Lem B. Parker – cortometraggio (1913)
- Their Stepmother, regia di E.A. Martin – cortometraggio (1913)
- A Welded Friendship, regia di Lem B. Parker – cortometraggio (1913)
- Lieutenant Jones, regia di Lem B. Parker – cortometraggio (1913)
- A Daughter of the Confederacy, regia di Hardee Kirkland – cortometraggio (1913)
- With the Students of the North Dakota Agricultural College – cortometraggio (1913)
- The Stolen Melody, regia di Lem B. Parker – cortometraggio (1913)
- Woman: Past and Present, regia di Lem B. Parker – cortometraggio (1913)
- The Grand Old Flag, regia di Henry McRae (1913)
- The Fighting Lieutenant, regia di E.A. Martin – cortometraggio (1913)
- The Child of the Sea, regia di Lem B. Parker – cortometraggio (1913)
- The Young Mrs. Eames, regia di Francis J. Grandon – cortometraggio (1913)
- The Revelation, regia di Fred J. Balshofer (1913)
- The Love of Penelope, regia di Francis J. Grandon – cortometraggio (1913)
- The Bridge of Shadows, regia di Fred Huntley – cortometraggio (1913)
- The Dandling Noose, regia di Edward LeSaint – cortometraggio (1913)
- The Tide of Destiny, regia di Lem B. Parker – cortometraggio (1913)
- Phantoms, regia di Colin Campbell – cortometraggio (1913)
- The Hopeless Dawn, regia di Colin Campbell – cortometraggio (1913)
- Northern Hearts, regia di Edward J. Le Saint – cortometraggio (1913)
- Her Legacy, regia di Fred J. Balshofer – cortometraggio (1913)
- Until the Sea..., regia di Colin Campbell – cortometraggio (1913)
- A Dip in the Briney, regia di Colin Campbell – cortometraggio (1913)

#### 1914
- On the Breast of the Tide, regia di Colin Campbell – cortometraggio (1914)
- Message from Across the Sea – cortometraggio (1914)
- Tony and Maloney – cortometraggio (1914)
- Hearts Adrift, regia di Edwin S. Porter (1914)
- Through the Centuries, regia di Fred Huntley – cortometraggio (1914)
- Memories, regia di Edward LeSaint – cortometraggio (1914)
- Tested by Fire, regia di Fred Huntley – cortometraggio (1914)
- The Attic Above, regia di E. Mason Hopper – cortometraggio (1914)
- The Smuggler's Sister, regia di Colin Campbell – cortometraggio (1914)
- Elizabeth's Prayer, regia di Fred Huntley – cortometraggio (1914)
- While Wifey Is Away, regia di Fred Huntley – cortometraggio (1914)
- Tess of the Storm Country, regia di Edwin S. Porter e J. Searle Dawley
- The Midnight Call, regia di Fred Huntley – cortometraggio (1914)
- When Thieves Fall Out, regia di Fred Huntley – cortometraggio (1914)
- The Squatters, regia di Fred Huntley – cortometraggio (1914)
- The Scales of Justice, regia di Thomas N. Heffron (1914)
- The Unwelcome Mrs. Hatch, regia di Allan Dwan (1914)
- Such a Little Queen, regia di Hugh Ford e Edwin S. Porter (1914)
- Wildflower, regia di Allan Dwan (1914)
- The County Chairman, regia di Allan Dwan (non accreditato) (1914)
- The Man from Mexico, regia di Thomas N. Heffron (1914)
- The Conspiracy, regia di Allan Dwan (1914)
- The Crucible, regia di Hugh Ford e Edwin S. Porter

#### 1915
- David Harum, regia di Allan Dwan (1915)
- The Love Route, regia di Allan Dwan (1915)
- Are You a Mason?, regia di Thomas N. Heffron (1915)
- The Lure of the Mask, regia di Thomas Ricketts (1915)
- Jim the Penman, regia di Edwin S. Porter (1915)
- The Secretary of Frivolous Affairs, regia di Tom Ricketts (1915)
- The Great Question, regia di Thomas Ricketts – cortometraggio (1915)
- The House of a Thousand Scandals, regia di Thomas Ricketts (1915)
- Pardoned, regia di Thomas Ricketts – cortometraggio (1915)
- The End of the Road, regia di Tom Ricketts (1915)
- The Buzzard's Shadow, regia di Tom Ricketts (1915)
- The Tragic Circle, regia di Tom Ricketts (1915)

#### 1916
- The Other Side of the Door, regia di Tom Ricketts (1916)
- The Secret Wire, regia di Tom Ricketts – cortometraggio (1916)
- The Gamble, regia di Tom Ricketts – cortometraggio (1916)
- The Man in the Sombrero, regia di Tom Ricketts – cortometraggio (1916)
- The Broken Cross, regia di Tom Ricketts – cortometraggio (1916)
- Lillo of the Sulu Seas, regia di Tom Ricketts – cortometraggio (1916)
- Life's Blind Alley, regia di Tom Ricketts (1916)
- The Come-Back, regia di Fred J. Balshofer (1916)
- The Masked Rider, regia di Fred J. Balshofer (1916)
- The River of Romance, regia di Henry Otto (1916)
- Mister 44, regia di Henry Otto (1916)
- Big Tremaine, regia di Henry Otto (1916)
- Pidgin Island, regia di Fred J. Balshofer (1916)

#### 1917
- The Promise, regia di Jay Hunt (1917)
- A Battle of Wits (1917)
- The Hidden Children, regia di Oscar Apfel (1917)
- The Haunted Pajamas, regia di Fred J. Balshofer (1917)
- The Hidden Spring, regia di E. Mason Hopper (1917)
- Under Handicap, regia di Fred J. Balshofer (1917)
- Paradise Garden, regia di Fred J. Balshofer (1917)
- The Square Deceiver, regia di Fred J. Balshofer (1917)
- The Avenging Trail, regia di Francis Ford (1917)

#### 1918
- Browand Bill (Broadway Bill), regia di Fred J. Balshofer (1918)
- The Landloper, regia di George Irving (1918)
- Lend Me Your Name, regia di Fred J. Balshofer (1918)
- Pals First, regia di Edwin Carewe (1918)
- Liberty Bond Jimmy, regia di Edwin Carewe (1918)

#### 1919
- The Great Romance, regia di Henry Otto (1919)
- Shadows of Suspicion, regia di Edwin Carewe (1919)
- A Man of Honor, regia di Fred J. Balshofer e Harold Lockwood (non accreditato) (1919)

### Regista
- A Man of Honor, regia di Fred J. Balshofer e, non accreditato, Harold Lockwood (1919)

### Film o documentari dove appare Lockwood
- United States Fourth Liberty Loan Drive (1918)